# Пиратский кодекс

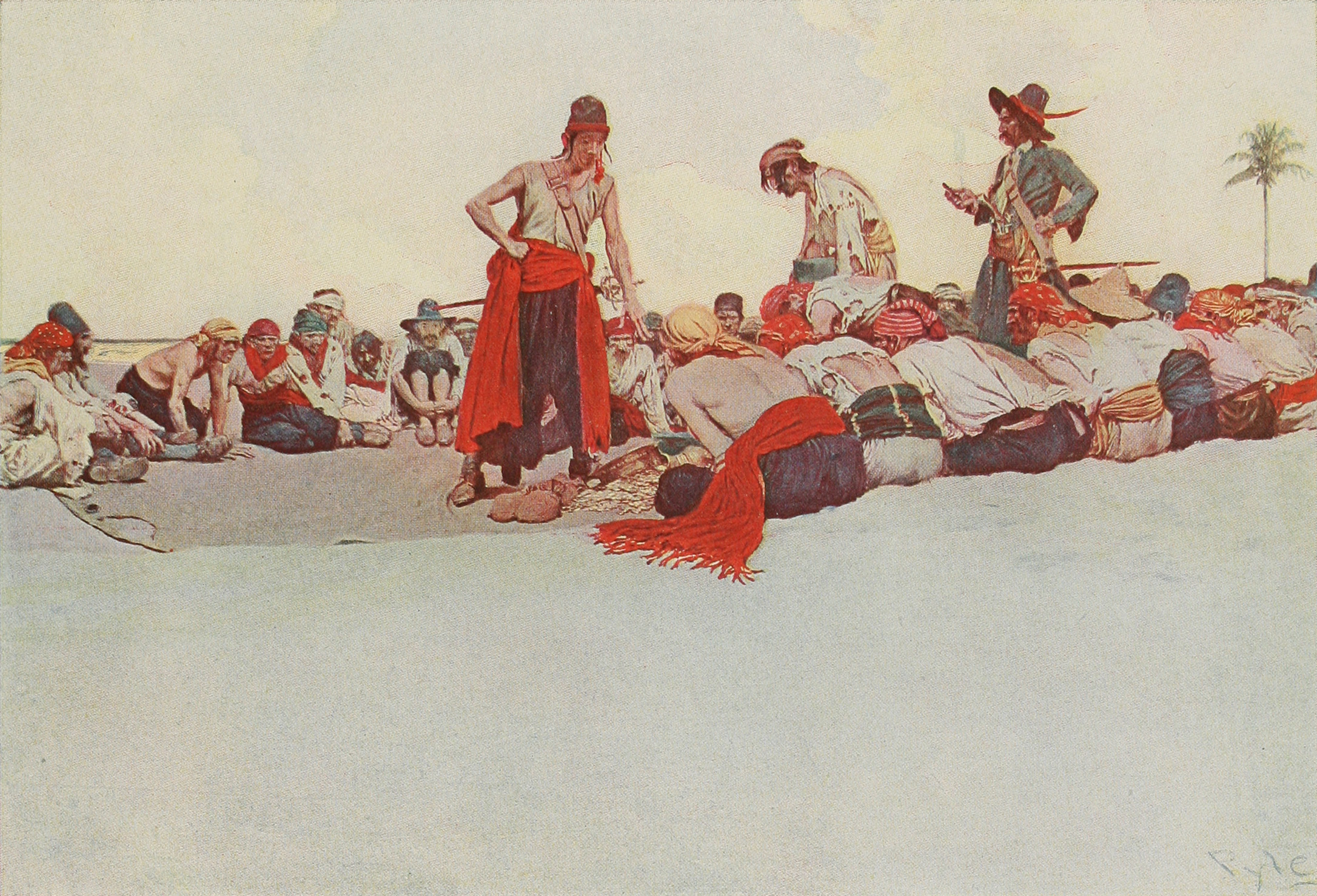
«Итак, добыча поделена!» Говард Пайл, 1905

Пиратский кодекс, или Статьи соглашения, — кодекс поведения для пиратов. Свои кодексы были написаны Генри Морганом, Джорджем Лаутером, Бартоломео Португальским, Бартоломью Робертсом и другими капитанами. Перед вступлением кодекса в силу каждый член команды должен был его подписать. После этого правила вешались на самое видное место.
Упоминание о кодексе относится к первой половине XVII века. До наших дней дошло несколько кодексов. Большинство из них собраны в книге Ч. Джонсона «Всеобщая история грабежей и смертоубийств, учинённых самыми знаменитыми пиратами».

## В культуре
- В кинофраншизе «Пираты Карибского моря» пиратами управляет единый кодекс, хранителем которого является капитан Эдвард Тиг, хотя они относятся к нему скорее как к «своду указаний, а не жёстких законов». В реальности кодекс всегда обязывал безоговорочно соблюдать его пункты, пренебрежение кодексом карается смертью, что и показал капитан Тиг, казнив одного из пиратов Шри Сумбаджи в третьем фильме. В этом же фильме показано ещё одно правило кодекса, гласившее, что объявлять войну и вести переговоры с противниками может только Король Пиратов, которого могут выбирать общим голосованием, но существовал ли такой пункт кодекса в реальности точно неизвестно.
- В компьютерной игре Risen 2 также есть пиратский кодекс. Он содержит восемь пунктов.